# Oncideres alicei
Oncideres alicei är en skalbaggsart som beskrevs av Lane 1977. Oncideres alicei ingår i släktet Oncideres och familjen långhorningar. Inga underarter finns listade i Catalogue of Life.